# Episodi di The Day of the Jackal
La prima stagione della serie televisiva The Day of the Jackal, composta da dieci episodi, è stata trasmessa in prima visione nel Regno Unito su Sky Atlantic dal 7 novembre al 12 dicembre 2024. Negli Stati Uniti è stata pubblicata su Peacock dal 14 novembre al 12 dicembre 2024.
In Italia la stagione è andata in onda su Sky Atlantic, canale a pagamento della piattaforma satellitare Sky, dall'8 novembre al 13 dicembre 2024.
| nº | Titolo originale | Titolo italiano | Prima TV UK      | Prima TV Italia  |
| -- | ---------------- | --------------- | ---------------- | ---------------- |
| 1  | Episode 1        | Episodio 1      | 7 novembre 2024  | 8 novembre 2024  |
| 2  | Episode 2        | Episodio 2      | 7 novembre 2024  | 8 novembre 2024  |
| 3  | Episode 3        | Episodio 3      | 7 novembre 2024  | 15 novembre 2024 |
| 4  | Episode 4        | Episodio 4      | 7 novembre 2024  | 15 novembre 2024 |
| 5  | Episode 5        | Episodio 5      | 7 novembre 2024  | 22 novembre 2024 |
| 6  | Episode 6        | Episodio 6      | 14 novembre 2024 | 22 novembre 2024 |
| 7  | Episode 7        | Episodio 7      | 21 novembre 2024 | 29 novembre 2024 |
| 8  | Episode 8        | Episodio 8      | 28 novembre 2024 | 29 novembre 2024 |
| 9  | Episode 9        | Episodio 9      | 5 dicembre 2024  | 6 dicembre 2024  |
| 10 | Episode 10       | Episodio 10     | 12 dicembre 2024 | 13 dicembre 2024 |

## Episodio 1
- Titolo originale: Episode 1
- Diretto da: Brian Kirk
- Scritto da: Ronan Bennett

### Trama
Lo Sciacallo, un assassino altamente esperto, mette in scena un attacco sotto falsa bandiera per ferire Elias Fest, figlio del candidato cancelliere tedesco di estrema destra Manfred Fest. Questo attira l'anziano Fest in una visita ospedaliera in cui lo Sciacallo lo assassina con un colpo di fucile da cecchino a distanza record. Rivedendo il filmato dello Sciacallo che lascia la scena, l'esperta di armi da fuoco dell'MI6 Bianca Pullman, si rende conto che utilizzato un fucile da cecchino con una canna pieghevole. Lei teorizza che sia stato fabbricato dall'armaiolo nordirlandese Norman Stoke. Dopo l'assassinio di Fest, lo Sciacallo viene contattato da una fonte anonima, che gli offre 10 milioni di dollari per un lavoro. In un incontro di persona con il contatto, Zina Jansone, lo Sciacallo apprende che l'obiettivo è il magnate della tecnologia Ulle Dag Charles (UDC), che sta per pubblicare un software senza precedenti noto come River. Lo Sciacallo chiede 100 milioni di dollari per uccidere un bersaglio di così alto profilo e ben protetto. Dopo essere tornato a casa da sua moglie Nuria a Cadice, la persona che ha incaricato lo Sciacallo di assassinare Fest si rifiuta di pagarlo. Nel frattempo, Bianca tenta di costringere il suo contatto di Belfast, Allison, a trovare
Stoke. Quando non riesce, Bianca fa arrestare la figlia attivista di Allison, Emma. Tuttavia, il piano le si ritorce contro quando Emma va in arresto cardiaco mentre si trova in custodia.
- Special guest star: Burghart Klaußner (Manfred Fest).
- Guest star: Kate Dickie (Alison Stoke / Sparviero), Lucas Englander (Elias Fest), Florisa Kamara (Jasmine Pullman), Thomas Mraz (Werner Lechner), Paula Kroh (Katrina), Katherine Devlin (Emma Stoke), Jack Doolan (Michael Gillespie).

## Episodio 2
- Titolo originale: Episode 2
- Diretto da: Brian Kirk
- Scritto da: Ronan Bennett

### Trama
Emma muore per un arresto cardiaco. Bianca copre la sua morte per costringere Allison a trovare Norman. Usando il suo alias Charles, lo Sciacallo trascorre del tempo nella sua casa in Spagna con Nuria e il loro figlio Carlito. Tuttavia, è costretto ad andarsene quando riceve un indizio sulla fonte del pagamento trattenuto per l'assassinio di Fest. Dopo aver lasciato lo Sciacallo all'aeroporto, Nuria lo spia per caso dopo che ritorna a Cadice per visitare la sua banca, portandola a presumere che stia avendo una relazione segreta. Al suo ritorno a Monaco, lo Sciacallo è costretto a deviare per incontrare di nuovo Zina, che conferma che il suo datore di lavoro, Timothy Winthorp, ha accettato i termini dello Sciacallo. Tuttavia, lo informa anche che l'assassinio deve essere completato entro un mese prima che UDC possa lanciare il nuovo software rivoluzionario per esporre i fondi utilizzati per influenzare le elezioni politiche in tutto il mondo. Lo Sciacallo è d'accordo. Dopo ulteriori indagini a Monaco, lo Sciacallo scopre che Elias Fest è stato colui che lo ha assunto e si rifiuta di pagarlo dopo essere stato colpito da un proiettile ad una gamba. Nel frattempo, proseguendo le sue indagini sull'assassino, Bianca teorizza che sia britannico ed un ex militare dell'esercito britannico. Allison ottiene il numero di telefono di Norman e Bianca viene inviata in Bielorussia per arrestarlo. L'operazione va storta, però, e Norman uccide due dei colleghi di Bianca prima di fuggire, portando Bianca a credere che fosse stato informato del suo arrivo.
- Special guest star: Richard Dormer (Norman Stoke).
- Guest star: Kate Dickie (Alison Stoke / Sparviero), Patrick O'Kane (Larry Stoke), Florisa Kamara (Jasmine Pullman), Christy Meyer (Leonora Boggs).

## Episodio 3
- Titolo originale: Episode 3
- Diretto da: Brian Kirk
- Scritto da: Ronan Bennett

### Trama
All'indomani dell'operazione bielorussa, Bianca usa la valigia recuperata dalla posizione di Norman per dimostrare che ha realizzato un fucile da cecchino pieghevole che potrebbe essere contrabbandato attraverso la dogana. I suoi superiori, Isabel Kirby e Osita Halcrow, la tengono sotto inchiesta. Il risolutore dell'MI6 Carver inizia a indagare sulla fonte della fuga di notizie in Bielorussia, con Bianca, il suo collega Damian e Kirby e Halcrow che vengono interrogati. In Germania, mentre lo Sciacallo si prepara a infiltrarsi nel funerale di Manfred Fest per raggiungere Elias, chiama Nuria. Lei lo affronta per il suo avvistamento ma lui tenta di dimostrare che non ha una relazione, ma Nuria rimane diffidente. Con l'aiuto di sua madre e suo fratello, perquisisce l'ufficio di casa di Charles e trovano una stanza nascosta. Allison e suo marito Larry arrivano a Londra per identificare il corpo di Emma. Allison rimprovera con rabbia Bianca mentre Norman contatta Larry e rivela cosa gli è successo. Larry affronta Allison e la aggredisce dopo aver appreso che è una talpa. Lo Sciacallo, infuriato a causa del pagamento trattenuto da Elias, si infiltra al funerale di Manfred e rapisce Elias per affrontarlo e lo fredda. Seguendo una pista, Bianca scopre il nome in codice dell'assassino: Sciacallo. Nuria e la sua famiglia irrompono nella stanza, nel mentre lo Sciacallo li sta osservando sul suo telefono collegato alla telecamere a circuito chiuso, durante il viaggio di ritorno dalla Germania.
- Guest star: Kate Dickie (Alison Stoke / Sparviero), Lucas Englander (Elias Fest), Patrick O'Kane (Larry Stoke).

## Episodio 4
- Titolo originale: Episode 4
- Diretto da: Anthony Philipson
- Scritto da: Ronan Bennett

### Trama
Di ritorno da Monaco attraverso la Francia, lo Sciacallo ha un piccolo incidente d'auto ed è costretto a uccidere un automobilista e un agente di polizia per fuggire. L'MI6 si rende conto che lo Sciacallo è stato di nuovo ingaggiato, anche se non sono a conoscenza dell'identità del bersaglio. Indagando ulteriormente sullo Sciacallo, Bianca scopre che l'unico veterano dell'esercito britannico in grado di sparare a una tale distanza, Alexander Duggan, è dichiarato morto a causa di un'esplosione di un IED in Afghanistan nel 2013. Lo Sciacallo convince Nuria a unirsi a lui a Parigi, dove afferma di essere un risolutore di problemi impegnato nello spionaggio industriale, conquistando la sua fiducia. Nonostante le preoccupazioni per il contraccolpo dell'omicidio di Elias per il lavoro di UDC, Winthrop e i suoi cospiratori decidono di continuare ad avvalersi dei servizi dello Sciacallo. Nel frattempo, Larry uccide Allison e attira Bianca in una trappola. Fugge grazie all'aiuto dell'agente di custodia Vincent Pyne, che chiede di essere riassegnato alla sua squadra. Torna a casa quando scopre che Larry ha preso in ostaggio sua figlia Jasmine. Bianca spara e ferisce Larry e Jasmine si astiene dall'ucciderlo. Lo Sciacallo vola a Tallinn per iniziare i preparativi, quando per poco non precipita dal soffitto mentre esplora la sala di concerti scelta per il lancio del software di UDC. Tornando nella sua stanza d'albergo, scopre che Zina lo ha rintracciato.
- Special guest star: Richard Dormer (Norman Stoke).
- Guest star: Kate Dickie (Alison Stoke / Sparviero), Adam James (Jeremy Whitelock), Patrick O'Kane (Larry Stoke), Jay Simpson (George Hands), Florisa Kamara (Jasmine Pullman), Thomas Mraz (Werner Lechner), Andreas Jessen (Rasmus), Christy Meyer (Leonora Boggs).

## Episodio 5
- Titolo originale: Episode 5
- Diretto da: Anthony Philipson
- Scritto da: Jessica Sinyard

### Trama
A Tallinn, lo Sciacallo è costretto a includere Zina nella sua pianificazione. In Spagna, Nuria è sempre più scettica riguardo la storia di Charles. Lo Sciacallo contatta Norman per creare un'arma per l'assassinio di UDC. Tuttavia, poiché Norman è stato ferito scappando da Bianca, lo Sciacallo si reca a Budapest per aiutarlo ad assemblare il fucile. Costruiscono l'arma con una stampante 3D da nascondere in uno stivale ortopedico. Norman confessa di essere stato aiutato a fuggire da qualcuno dell'MI6. Tornati a Londra, all'indomani dell'attacco di Larry, il marito di Bianca, Paul e Jasmine lasciano la casa. Bianca e Vincent interrogano Larry in ospedale per la nuova posizione di Norman. Appreso che Norman si trova a Budapest, Bianca scopre anche che UDC è l'obiettivo dello Sciacallo. L'MI6 tiene traccia della posizione di Norman, spingendo Bianca e Vincent ad andare a Budapest. Lo Sciacallo li vede avvicinarsi all'officina di Norman e lo avverte, ma Norman viene catturato. Lo Sciacallo è costretto a ucciderlo per coprire le sue tracce e si dà alla fuga inseguito da Bianca. Successivamente viene messo fuori combattimento da un contadino del luogo mentre si sta nascondendo in un fienile.
- Special guest star: Richard Dormer (Norman Stoke).
- Guest star: Patrick O'Kane (Larry Stoke), Florisa Kamara (Jasmine Pullman), Diveen Henry (Angela), Péter Kálloy Molnár (Attila), Gerard Kearns (Gary Cobb).

## Episodio 6
- Titolo originale: Episode 6
- Diretto da: Paul Wilmshurst
- Scritto da: Charles Cumming

### Trama
Fatto prigioniero da un contadino di nome Attila, lo Sciacallo tenta di negoziare la sua liberazione. Quando questo fallisce, uccide Attila e suo fratello Gabor prima di prendere in ostaggio il nipote Laszlo per fuggire. La squadra di Bianca viene a conoscenza delle morti e inizia a indagare. Lo Sciacallo chiama Nuria per confessare che potrebbe non fare ritorno a casa. Lei si offre di aiutarlo arrivando a Budapest. UDC, preparandosi per il lancio del software, affronta il respingimento dal suo consiglio di amministrazione, che lui ignora. Tornato a Budapest nel mezzo di una caccia all'uomo nazionale, lo Sciacallo libera Laszlo, minacciandolo di tacere sulle morti. Nuria arriva in città e aiuta lo Sciacallo a travestirsi da uomo anziano su una sedia a rotelle per superare il check-in all'aeroporto.
Ironia vuole che sia seduto dietro a Bianca sul volo per Tallinn. All'arrivo, lo Sciacallo attira e seduce Rasmus, un addetto della security che in precedenza aveva conosciuto all'entrata della sala di concerti.
- Guest star: Péter Kálloy Molnár (Attila), Levente Törköly (Gábor), Vatamány Atanáz (László), Andreas Jessen (Rasmus).

## Episodio 7
- Titolo originale: Episode 7
- Diretto da: Paul Wilmshurst
- Scritto da: Shyam Popat

### Trama
Lo Sciacallo chiede aiuto a Zina per trattare con Bianca e Vincent. Zina invia un commando per attaccarli fuori dall'ambasciata britannica, ma
Bianca e Vincent uccidono gli aggressori. Il fratello di Nuria, Álvaro, prende una grande quantità di denaro e una pistola dalla stanza dello Sciacallo per un accordo commerciale, osservato dallo Sciacallo di nascosto davanti alla telecamera a circuito chiuso. Lo Sciacallo, fingendo di essere un architetto, continua a ingannare Rasmus per ottenere l'accesso alla sala di concerti. Un agente di polizia identifica lo Sciacallo da un identikit. Bianca e Vincent irrompono nel suo ex appartamento Airbnb, ma lui si trova in quello di Rasmus. In seguito, lo Sciacallo si infiltra nella sala e usa la planimetria dell'edificio che Rasmus gli aveva dato, per trovare un nascondiglio, arrivando prima che il team di sicurezza di UDC blocchi l'accesso con due giorni di anticipo. Mentre aspetta, ricorda gli inizi della sua relazione con Nuria. Inizia il lancio del software e lo Sciacallo va in posizione per sparare il suo colpo. Tuttavia, pochi secondi prima di avere la sua opportunità, uno squilibrato tenta di uccidere UDC, rovinando la possibilità dello Sciacallo. Così fugge via ma è costretto a eliminare Rasmus che lo ha seguito.
- Guest star: Andreas Jessen (Rasmus), Gerard Kearns (Gary Cobb), Lourdes Faberes (Rima Buttons), Christy Meyer (Leonora Boggs), Florisa Kamara (Jasmine Pullman).

## Episodio 8
- Titolo originale: Episode 8
- Diretto da: Paul Wilmshurst
- Scritto da: Ronan Bennett

### Trama
Winthrop e UDC si affrettano per mantenere i loro piani sotto controllo dopo il tentativo di assassinio. Bianca torna alla teoria di Alexander Duggan. Kirby fa pressioni sul segretario per gli affari esteri Jeremy Whitelock per declassificare l'archivio dell'esercito in cui si trovano i documenti di Duggan. Nuria vede al telegiornale l'immagine dell'identikit dello Sciacallo e lo chiama, rendendosi conto che è un assassino. Bianca visita Larry in prigione, che si suicida davanti a lei. Halcrow è detenuto con l'accusa di essere la talpa. Nei flashback, lo Sciacallo, rivelato essere Duggan, è un cecchino in una squadra che arresta ed elimina i leader di Al Qaida in Afghanistan. Alexander e il suo osservatore, Gary, si recano a Cipro per intraprendere un assassinio nella base militare britannica di Akrotiri. In seguito, un'operazione per arrestare un importante leader di Al Qaida va a monte quando la squadra di Duggan massacra gli ospiti di una festa di matrimonio che viene insabbiata. Disgustato dai loro crimini di guerra, Alexander uccide tutti componenti con un'autobomba, eccetto Gary, e finge la sua morte.
- Guest star: Adam James (Jeremy Whitelock), Gerard Kearns (Gary Cobb), Patrick O'Kane (Larry Stoke), Eddie Elks (Mike Baldwin), Christy Meyer (Leonora Boggs), Florisa Kamara (Jasmine Pullman).

## Episodio 9
- Titolo originale: Episode 9
- Diretto da: Anu Menon
- Scritto da: Ronan Bennett

### Trama
Lo Sciacallo va in Croazia per osservare le disposizioni di sicurezza nella casa-isola di UDC. Zina lo affronta per il suo fallimento a Tallinn. Tornando in Spagna, lo Sciacallo si confronta con Nuria. Lui ammette di essere un assassino e promette di interrompere con gli omicidi dopo il colpo a UDC. Álvaro organizza un incontro di lavoro tra lo Sciacallo e un gangster locale, Jimmy. Nuria va nel panico, data la brutale reputazione di Jimmy. Durante il pranzo nell'hotel, lo Sciacallo spara fatalmente a Jimmy da una lunga distanza su una barca per risolvere qualsiasi minaccia. Kirby termina l'indagine dell'MI6 su ordine di Whitelock, che è in combutta con Winthrop. Halcrow rimane ancora tra i sospettati. Dopo non essere riuscita a riconciliarsi col marito, la curiosità di Bianca è destata dal vedere un rapporto della morte di Jimmy. Lo Sciacallo ritorna in Croazia e noleggia una barca per andare a pesca e poter sparare a UDC durante la sua nuotata mattutina. Mentre UDC inizia, lo Sciacallo uccide una delle sue guardie del corpo e poco dopo spara a UDC che nel frattempo si era nascosto sott'acqua.
- Guest star: Adam James (Jeremy Whitelock), Eddie Elks (Mike Baldwin), Lucy Russell (Marjorie Marshall), Christy Meyer (Leonora Boggs), Vladimir Cruz (Jimmy Tejero), Samir Vujčić (Bogdan).

## Episodio 10
- Titolo originale: Episode 10
- Diretto da: Anu Menon
- Scritto da: Ronan Bennett

### Trama
Con UDC morto e River fermato, Bianca si licenzia dall'MI6. Tuttavia, Kirby la convince a non abbandonare il caso e le consente di poter assassinare lo Sciacallo. Kirby sta agendo sotto gli ordini di Whitelock, poiché i cospiratori vogliono risolvere tutte le questioni in sospeso. Lo Sciacallo subisce diverse ferite mentre guida più veicoli durante il suo tentativo di lasciare la Croazia, alla fine rapisce una coppia di anziani britannici in vacanza in camper. É costretto a ucciderli quando tentano di sopraffarlo. Bianca e Vince volano a Cadice e scoprono da una detective spagnola che Álvaro era sospettato dell'omicidio di Jimmy e sua sorella Nuria è sposata con un milionario britannico. Così iniziano a pattugliare la tenuta nella speranza di poter catturare lo Sciacallo. Quella sera, Nuria abbandona l'abitazione con Carlito quando si rende conto che non sono più al sicuro con Charles. Lo Sciacallo ritorna a casa ma non trova nessuno. Bianca e Vince si infiltrano e uccidono Álvaro colto di sorpresa. Lo Sciacallo poi spara a Vince, e dopo uno stallo, Bianca. Fuggendo dalla sua abitazione, lo Sciacallo viene attaccato dagli uomini di Winthrop. In seguito, Kirby viene promossa a capo dell'MI6, ma Halcrow è consapevole del suo doppio gioco, grazie a un ultimo messaggio sul telefono di Bianca, che però elimina. A Budapest, lo Sciacallo, ferito e stanco, incontra Zina, sfuggita anche lei a un attentato alla sua vita per mano di Winthrop. Lo Sciacallo accetta di vendicarsi, ma prima parte alla ricerca di Nuria e Carlito.
- Guest star: Adam James (Jeremy Whitelock), Philip Jackson (Trevor), Michelle Newell (Liz), Christy Meyer (Leonora Boggs), Yaël Belicha (detective Remacha), Florisa Kamara (Jasmine Pullman).